# Uitvoerend Bewind
La Uitvoerend Bewind (Autorità Esecutiva) fu il nome del governo della Repubblica Batava tra il 1798 ed il 1801. Il Presidente dell'Uitvoerend Bewind aveva difatti il ruolo di Capo di Stato della Repubblica Batava.

## Democratici unitari

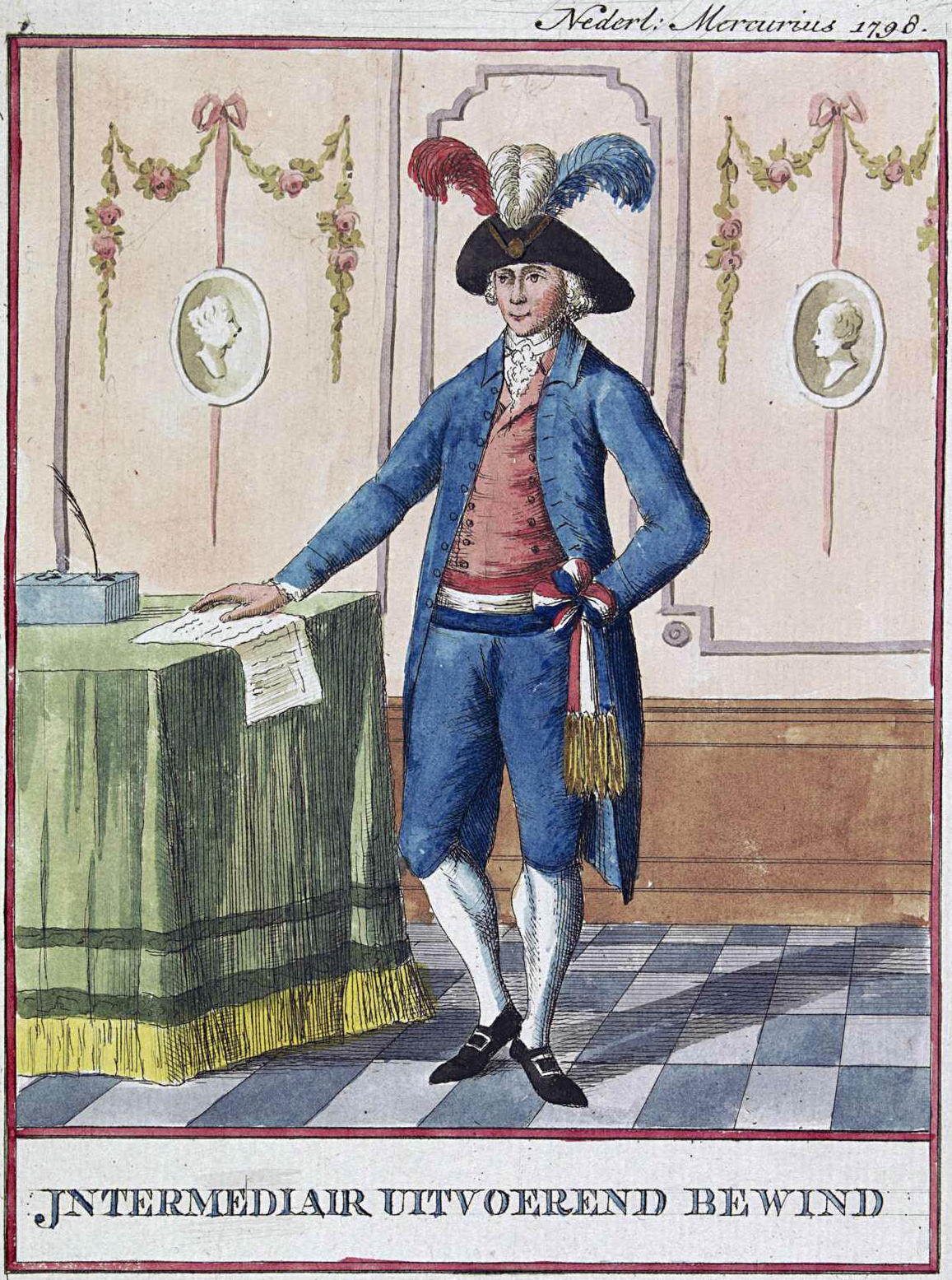
Divisa dei membri del Direttorio

Il gruppo politico degli unitari democratici era insoddisfatto della lentezza delle decisioni del parlamento olandese, l'Assemblea nazionale della Repubblica Batava. Essi proponevano infatti un'autorità centrale, opposta al federalismo, da raggiungere con un'azione di sollevamento generale. I conservatori ed i moderati si opposero a questa richiesta, e il paese divenne ingovernabile, senza una costituzione e senza un organo di governo fisso.
Sotto al guida di Pieter Vreede, i democratici unitari fecero un colpo di Stato il 22 gennaio 1798, con l'aiuto del Generale Herman Willem Daendels, ed incominciarono al loro breve parentesi di governo costituendo l'Uitvoerend Bewind, che divenne presto impopolare in tutte le Sette Province dei Paesi Bassi e crollò su se stesso.

## La Seconda Uitvoerend Bewind
Un secondo colpo di Stato venne perpetrato il 12 giugno 1798, con l'intento di rimuovere il governo impopolare. Venne installato un governo ad interim, il quale avrebbe retto lo stato sino a nuove elezione che avrebbero portato alla costituzione di una nuova Assemblea Rappresentativa, eletta da un suffragio universale.
Tra il 1798 ed il 1801, il Presidente della Uitvoerend Bewind era il capo di Stato della Repubblica Batava, e non come in precedenza Presidente dell'Assemblea.

## Capi di Stato olandesi dal 1798 al 1801
| Dal               | al                |                                                                     |                                         |
| ----------------- | ----------------- | ------------------------------------------------------------------- | --------------------------------------- |
| 25 gennaio 1798   | 24 febbraio 1798  | Pieter Vreede                                                       | Uitvoerend Bewind                       |
| 25 febbraio 1798  | 24 marzo 1798     | Wijbo Fijnje                                                        | Uitvoerend Bewind                       |
| 25 marzo 1798     | 24 aprile 1798    | Stefanus Jacobus van Langen                                         | Uitvoerend Bewind                       |
| 25 aprile 1798    | 24 maggio 1798    | Berend Wildrik                                                      | Uitvoerend Bewind                       |
| 25 maggio 1798    | 12 giugno 1798    | Johan Pieter Fokker                                                 | Uitvoerend Bewind                       |
| 14 giugno 1798    | 17 agosto 1798    | Jacobus Spoors                                                      | Intermediario Bestuur (Interim Governo) |
| 14 giugno 1798    | 17 agosto 1798    | Gerrit Jan Pijman                                                   | Intermediario Bestuur (Interim Governo) |
| 14 giugno 1798    | 17 agosto 1798    | Isaac Jan Alexander Gogel                                           | Intermediario Bestuur (Interim Governo) |
| 14 giugno 1798    | 17 agosto 1798    | Reinier Willem Tadama                                               | Intermediario Bestuur (Interim Governo) |
| 14 giugno 1798    | 17 agosto 1798    | Abraham Jacques la Pierre                                           | Intermediario Bestuur (Interim Governo) |
| 17 agosto 1798    | 16 settembre 1798 | Albert Willem Hoeth                                                 | Uitvoerend Bewind                       |
| 17 settembre 1798 | 16 ottobre 1798   | Johannes Willem van Hasselt                                         | Uitvoerend Bewind                       |
| 17 ottobre 1798   | 16 novembre 1798  | François Ermerins                                                   | Uitvoerend Bewind                       |
| 17 novembre 1798  | 16 dicembre 1798  | Anthonie Frederik Robbert Evert van Haersolte, Signore di Staverden | Uitvoerend Bewind                       |
| 17 dicembre 1798  | 16 gennaio 1799   | Joannes Franciscus Rudolphus van Hooff                              | Uitvoerend Bewind                       |
| 17 gennaio 1799   | 16 febbraio 1799  | Albert Willem Hoeth                                                 | Uitvoerend Bewind                       |
| 17 febbraio 1799  | 16 marzo 1799     | Johannes Willem van Hasselt                                         | Uitvoerend Bewind                       |
| 17 marzo 1799     | 16 aprile 1799    | François Ermerins                                                   | Uitvoerend Bewind                       |
| 17 aprile 1799    | 16 maggio 1799    | Anthonie Frederik Robbert Evert van Haersolte, Lord van Staverden   | Uitvoerend Bewind                       |
| 17 maggio 1799    | 16 giugno 1799    | Joannes Franciscus Rudolphus van Hooff                              | Uitvoerend Bewind                       |
| 17 giugno 1799    | 16 luglio 1799    | Albert Willem Hoeth                                                 | Uitvoerend Bewind                       |
| 17 luglio 1799    | 16 agosto 1799    | Augustijn Gerhard Besier                                            | Uitvoerend Bewind                       |
| 17 agosto 1799    | 16 settembre 1799 | François Ermerins                                                   | Uitvoerend Bewind                       |
| 17 settembre 1799 | 16 ottobre 1799   | Anthonie Frederik Robbert Evert van Haersolte, Signore di Staverden | Uitvoerend Bewind                       |
| 17 ottobre 1799   | 16 novembre 1799  | Joannes Franciscus Rudolphus van Hooff                              | Uitvoerend Bewind                       |
| 17 novembre 1799  | 16 dicembre 1799  | Albert Willem Hoeth                                                 | Uitvoerend Bewind                       |
| 17 dicembre 1799  | 16 gennaio 1800   | Augustijn Gerhard Besier                                            | Uitvoerend Bewind                       |
| 17 gennaio 1800   | 16 febbraio 1800  | François Ermerins                                                   | Uitvoerend Bewind                       |
| 17 febbraio 1800  | 16 marzo 1800     | Anthonie Frederik Robbert Evert van Haersolte, Signore di Staverden | Uitvoerend Bewind                       |
| 17 marzo 1800     | 16 aprile 1800    | Joannes Franciscus Rudolphus van Hooff                              | Uitvoerend Bewind                       |
| 17 aprile 1800    | 16 maggio 1800    | Albert Willem Hoeth                                                 | Uitvoerend Bewind                       |
| 17 maggio 1800    | 16 giugno 1800    | Augustijn Gerhard Besier                                            | Uitvoerend Bewind                       |
| 17 giugno 1800    | 16 luglio 1800    | François Ermerins                                                   | Uitvoerend Bewind                       |
| 17 luglio 1800    | 16 agosto 1800    | Anthonie Frederik Robbert Evert van Haersolte, Signore di Staverden | Uitvoerend Bewind                       |
| 17 agosto 1800    | 16 settembre 1800 | Jan Hendrik van Swinden                                             | Uitvoerend Bewind                       |
| 17 settembre 1800 | 16 ottobre 1800   | Albert Willem Hoeth                                                 | Uitvoerend Bewind                       |
| 17 ottobre 1800   | 16 novembre 1800  | Augustijn Gerhard Besier                                            | Uitvoerend Bewind                       |
| 17 novembre 1800  | 16 dicembre 1800  | François Ermerins                                                   | Uitvoerend Bewind                       |
| 17 dicembre 1800  | 16 gennaio 1801   | Anthonie Frederik Robbert Evert van Haersolte, Signore di Staverden | Uitvoerend Bewind                       |
| 17 gennaio 1801   | 16 febbraio 1801  | Jan Hendrik van Swinden                                             | Uitvoerend Bewind                       |
| 17 febbraio 1801  | 16 marzo 1801     | Albert Willem Hoeth                                                 | Uitvoerend Bewind                       |
| 17 marzo 1801     | 16 aprile 1801    | Augustijn Gerhard Besier                                            | Uitvoerend Bewind                       |
| 17 aprile 1801    | 16 maggio 1801    | François Ermerins                                                   | Uitvoerend Bewind                       |
| 17 maggio 1801    | 16 giugno 1801    | Anthonie Frederik Robbert Evert van Haersolte, Signore di Staverden | Uitvoerend Bewind                       |
| 17 giugno 1801    | 16 luglio 1801    | Jan Hendrik van Swinden                                             | Uitvoerend Bewind                       |
| 17 luglio 1801    | 16 agosto 1801    | Gerrit Jan Pijman                                                   | Uitvoerend Bewind                       |
| 17 agosto 1801    | 16 settembre 1801 | Augustijn Gerhard Besier                                            | Uitvoerend Bewind                       |
| 17 settembre 1801 | 16 ottobre 1801   | François Ermerins                                                   | Uitvoerend Bewind                       |
| 17 ottobre 1801   |                   | Anthonie Frederik Robbert Evert van Haersolte, Signore di Staverden | Uitvoerend Bewind                       |